# Bongheat
Bongheat é uma comuna francesa na região administrativa de Auvérnia-Ródano-Alpes, no departamento Puy-de-Dôme. Estende-se por uma área de 11,05 km². Em 2010 a comuna tinha 434 habitantes (densidade: 39,3 hab./km²).